# Cheile Aarului

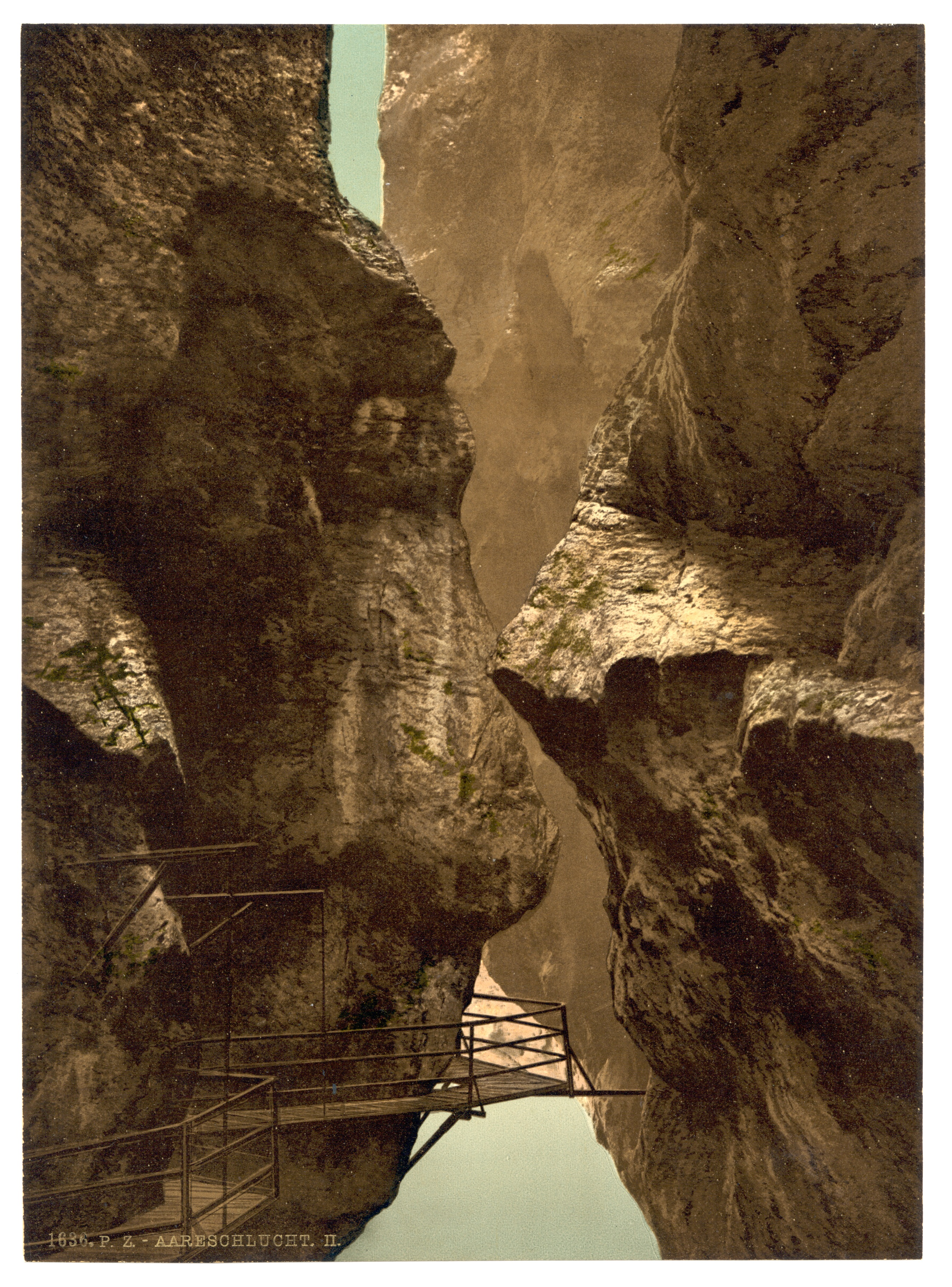
Cheile Aarului la Meiringen (1900)

Cheile Aarului sunt un defileu lung de 1,4 km, al Aarului lângă Meiringen în districtul Oberhasli, cantonul Berna, Elveția. Stâncile calcaroase ale defileului sunt amplasate între Meiringen și Innertkirchen frânând cursul râului Aar spre regiunea Grimsel. Locul cel mai îngust al defileului nu depășește lățimea de1 m, iar înățimea pereților de stâncă ating 180 de m. Din cauza diferențelor de lățime râul poate prin chei avea un curs torențial sau domol. In anul 1888 defileul a putut fi traversat prin contruirea unei punți, care în anul 1912 va fi iluminat. Cheile sunt deschise pentru vizitatori din aprile până la sfârșitul lui octombrie de pe un podeț putându-se vedea de sus.